# アメリカンズ・エレクト
アメリカンズ・エレクト（Americans Elect）は、次期米国大統領選挙に独自の無党派候補の擁立を目指すために結成された市民による組織である。

## 参照
- インターネット政党「Americans Elect」の野望と無謀
- 米大統領選 無党派候補擁立へ　NHKニュース